# Elina Urbano
Elina de Lourdes Urbano (Mendoza, 21 de febrero de 1964) es una deportista Argentina que compitió en remo. Ganó dos medallas en el Campeonato Mundial de Remo, plata en 1998 y bronce en 2001.

## Palmarés internacional
| Campeonato Mundial | Campeonato Mundial | Campeonato Mundial | Campeonato Mundial     |
| Año                | Lugar              | Medalla            | Prueba                 |
| ------------------ | ------------------ | ------------------ | ---------------------- |
| 1998               | Colonia (Alemania) | Medalla de plata   | Dos sin timonel ligero |
| 2001               | Lucerna (Suiza)    | Medalla de bronce  | Dos sin timonel ligero |